# Оёдо
Оёдо (яп. 大淀町 О:ёдо-тё:) — посёлок в Японии, находящийся в уезде Йосино префектуры Нара. Площадь посёлка составляет 38,06 км², население — 18 258 человек (1 августа 2014), плотность населения — 479,72 чел./км².

## Географическое положение
Посёлок расположен на острове Хонсю в префектуре Нара региона Кинки. С ним граничат города Госе, Годзё и посёлки Ёсино, Симоити, Такатори.

## Население
Население посёлка составляет 18 258 человек (1 августа 2014), а плотность — 479,72 чел./км². Изменение численности населения с 1980 по 2005 годы:
| 1980 | 16 510 чел. |  |
| 1985 | 17 453 чел. |  |
| 1990 | 18 633 чел. |  |
| 1995 | 20 015 чел. |  |
| 2000 | 20 376 чел. |  |
| 2005 | 20 070 чел. |  |

## Символика
Деревом посёлка считается груша грушелистная, цветком — Quercus glauca.